# Full Impact Pro
Full Impact Pro (FIP) — американский рестлинг-промоушен. В настоящее время входит в состав World Wrestling Network (WWN) наряду с Shine Wrestling, ранее с Evolve. Сал Хамауи основал компанию и является ее президентом, а Тревин Адамс — вице-президентом FIP.
FIP была основана в 2003 году и проводила большинство своих шоу во Флориде. С конца 2011 года до начала 2013 года промоушен был неактивен. В настоящее время FIP разыгрывает титулы чемпиона мира FIP в тяжелом весе, титулы командных чемпионов и титул чемпиона наследия Флориды FIP.

## История

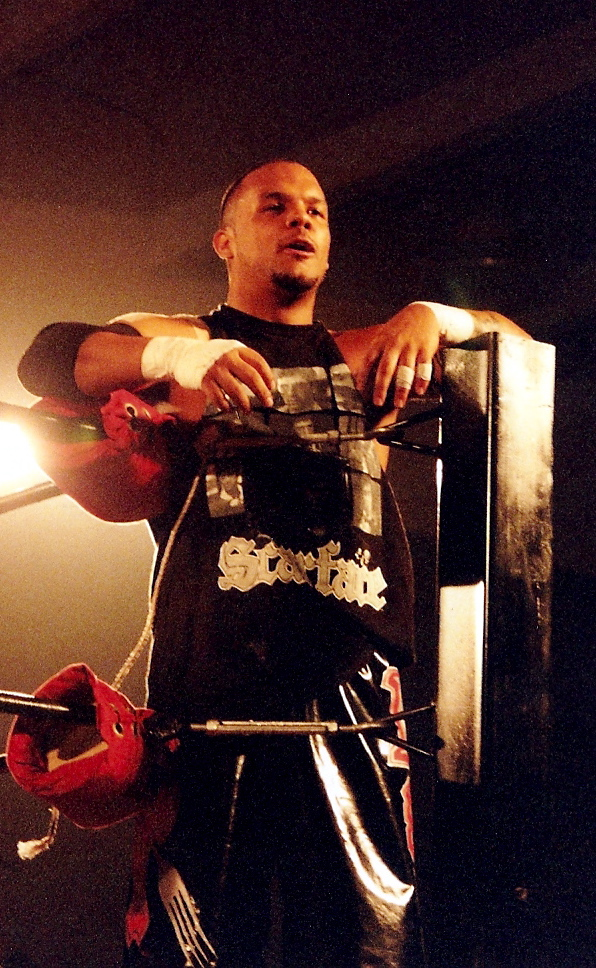
Хомисайд, первый чемпион FIP в тяжелом весе

Full Impact Pro была основана в 2003 году Салом Хамауи. Изначально она была родственным промоушеном Ring of Honor. Первое шоу состоялось 2 августа 2003 года. В главном событии Майк Осом победил Джастина Кредибла и Нью Джека. 25 сентября 2004 года FIP представила титул чемпиона FIP в тяжелом весе на шоу Emergence: Part Two, где в финале турнира Хомисайд победил Си Эм Панка.
22 апреля 2005 года FIP представила командное чемпионство FIP. Эдди Вегас и Джимми Рэйв победили команды Родерика Стронга и Джеррелла Кларка, а также Си Эм Панка и Дона Хуана и стали первыми в истории чемпионами. 3 марта 2007 года Родерик Стронг успешно защитил титул чемпиона FIP в тяжелом весе против Пака в Ливерпуле, Англия, на шоу ROH Fifth Year Festival: Liverpool, после чего титул был переименован в титул чемпиона мира FIP в тяжёлом весе. 10 марта 2007 года FIP представила свой третий титул — чемпиона наследия Флориды FIP. Эрик Стивенс победил Родерика Стронга на шоу Battle for the Belts и выиграл титул. В 2009 году FIP и ROH прекратили сотрудничество.
После расторжения партнерства с ROH FIP стала частью World Wrestling Network (WWN), руководящего органа для различных независимых промоушенов в США. WWN была основана основателем FIP Салом Хамауи и Гейбом Сапольски, бывшим сотрудником Ring of Honor. В 2011 году WWN запустила WWNLive, веб-сервис прямой трансляции, который показывал платные трансляции в интернете всех аффилированных промоушенов. 29 октября 2011 года FIP провела «Мемориальный кубок Джеффа Петерсона», свое последнее шоу перед перерывом, который продлился до 2013 года. FIP вернулась к регулярному проведению мероприятий во Флориде 1 февраля 2013 года.
В ноябре 2014 года FIP, Evolve, Dragon Gate USA и Shine Wrestling приняли участие в организованном WWNLive туре по Китаю. В следующем месяце WWNLive объявил о заключении долгосрочного соглашения с Great-Wall International Sports Management на регулярные туры по Азии. Во время тура по Китаю Рич Свонн победил Трента Барретту и завоевал титул чемпиона мира FIP в тяжелом весе, а затем защитил его против АР Фокса, находясь в Китае.
У FIP есть тренировочный центр в Тринити, Флорида, который они делят с Evolve и Shine под названием «World Wrestling Network Academy».
24 октября 2016 года WWNLive и FloSports объявили о создании нового стримингового сервиса Club WWN, на котором будут проходить мероприятия, проводимые промоушенами WWNLive, включая FIP.